# Pierre-Yves Quiviger
Pour les articles homonymes, voir Quiviger.
Pierre-Yves Quiviger, né le 2 août 1972 à Lyon, est un philosophe du droit, professeur de philosophie à l'université Paris 1 Panthéon-Sorbonne.

## Biographie
Ancien élève de l'École normale supérieure, Pierre-Yves Quiviger a soutenu sa thèse de doctorat à l'université Paris-I en 2003 (Le philosophe et l'administrateur : Sieyès et la création du Conseil d'État de l'an VIIII, directeur André Tosel), et son habilitation à diriger des recherches à l'université Paris-Nanterre en 2011 (Philosophie du droit appliquée, garant Robert Damien).
Pierre-Yves Quiviger a fondé, en 2004, le Groupe d'études sieyesiennes et il a dirigé, de 2013 à 2017, le Centre de recherches en histoire des idées (CRHI, EA 4318) de l'université Côte d'Azur. Il préside la 17e section (philosophie) du Conseil national des universités de 2015 à 2019 et depuis décembre 2023.
Il dirige l'UFR de Philosophie de l'université Paris 1 Panthéon-Sorbonne et est président de la SFPJ (Société française pour la philosophie et la théorie juridiques et politiques).
Il travaille sur la philosophie du droit appliquée, Emmanuel Joseph Sieyès, le droit administratif, l'histoire des doctrines juridiques et sur les formes contemporaines du droit naturel ; il a écrit également sur l'éthique médicale, les humanités numériques et le vin. Son ouvrage Une philosophie du vin (Albin Michel, 2023) figure sur la première liste du prix Femina essai 2023. Il reçoit le prix Prix Saint-Estèphe Château Tour Saint-Fort 2024 et le prix Jean Carmet 2024.

## Publications

### Ouvrages en nom propre et éditions de texte
- Anonyme [attribué à Konrad Oelsner et E. J. Sieyès], Exposé historique des écrits de Sieyès (an VIII) édition électronique : lire en ligne, 2007.

- Sieyès, Essais sur les privilèges et autres textes, édition critique avec notes et préface, Dalloz, coll. « Bibliothèque Dalloz », 2007.
- Le principe d’immanence : métaphysique et droit administratif chez Sieyès, Honoré Champion, coll. « Travaux de philosophie », 2008.
- Le secret du droit naturel ou Après Villey, Paris, Classiques Garnier, 2013.
- Jean Calvin, Commentaire du « Traité de la clémence » de Sénèque, traduction et édition critique avec Pierre Ferrand, Classique Garnier, coll. « Bibliothèque de la pensée juridique », 2017.
- Penser la pratique juridique : essais de philosophie du droit appliquée, Presses universitaires d'Aix-en-Provence, 2018.
- Une philosophie du vin, Paris, Albin Michel, 2023[8].

### Directions et éditions
- (avec Thierry Martin) Action médicale et confiance, Besançon, Presses universitaires de Franche-Comté, coll. « Annales littéraires », 2007.
- (avec Vincent Denis et Jean Salem) Figures de Sieyès : droit, histoire, philosophie, Paris, Publications de la Sorbonne, 2008.
- Sieyès, numéro spécial de la Revue française d’histoire des idées politiques, 33, Éditions Picard, 2011.
- (avec Michael Soubbotnik) Art et politique, numéro spécial de la Revue française d'histoire des idées politiques, 39, Éditions Picard, 2014.
- (avec Jean-François Kervégan et Mélanie Plouviez) Norme et violence, George Olms Verlag, 2015.
- (avec Jean Robelin) Philosophie et religion aujourd’hui, revue Noésis, 24-25, Vrin, 2015.
- (avec Silvia Marzagalli, Jean Robelin et André Tosel) Les apories de la construction européenne, numéro spécial de la Revue française d'histoire des idées politiques, 43, 2016.
- (avec Baptiste Morizot) Les limites de la bioéthique, Nice, Vrin, coll. « Revue Noesis », 2017, 242 p. (ISBN 978-2-914561-92-1, lire en ligne).
- (avec Céline Borello) Luther et la politique, numéro spécial de la Revue française d'histoire des idées politiques, 45, 2017.
- (avec Salim Abdelmadjid, Sandro Luce, Mélanie Plouviez) Europe (II) Le milieu du gué / Europa (II) In mezzo al guado, numéro bilingue de la revue Noèsis, 35-36, Vrin, 2022.

## Filmographie

### Cinéma
- L'Enclos du temps de Jean-Charles Fitoussi (2012).